# Ouray County
Ouray County är ett administrativt område i delstaten Colorado, USA, med 4 436 invånare. Den administrativa huvudorten (county seat) är Ouray. 

## Geografi
Enligt United States Census Bureau så har countyt en total area på 1 404 km². 1 400 km² av den arean är land och 5 km² är vatten. 

### Angränsande countyn
- Montrose County, Colorado - nord
- Gunnison County, Colorado - nordöst
- Hinsdale County, Colorado - sydöst
- San Juan County, Colorado - syd
- San Miguel County, Colorado - sydväst